# Marca de ordem de byte
A marca de ordem de byte (BOM) é um caractere Unicode usado para denotar a extremidade (ordem de bytes) de um arquivo de texto ou fluxo de dados, cujo código é U+FEFF. Seu uso é opcional e, se usado, deve aparecer no começo do fluxo de texto.
Além do seu uso tradicional, esse caractere também pode indicar em qual das diferentes representações Unicode o texto está codificado. Tendo em vista que o Unicode pode ser codificado tanto em 16 quanto 32 bits, o leitor de texto Unicode deve saber em que formato o texto que está sendo lido está codificado.

## Uso
Em UTF-16, um BOM (U+FEFF) é posicionado como primeiro caractere do arquivo para indicar a extremidade de todos os códigos 16-bit do arquivo. Dependendo do posicionamento de U+FE U+FF é possível inferir a sequência de caracteres. O padrão garante que o código U+FFFE nunca será atribuído a qualquer caractere válido.
Em contrapartida, o padrão UTF-8 não possui problemas de extremidade, mas o BOM também pode ser encontrado. Um BOM UTF-8 é explicitamente permitido pela norma Unicode, mas não é recomendado, já que identifica somente um arquivo como UTF-8 e não indica qualquer informação sobre extremidade. Diversos programas Windows (incluindo o Bloco de Notas) adicionam caracteres BOM em arquivos UTF-8 por padrão. Entretanto, em sistemas Unix-like essa prática não é recomendada por interferir no processamento de códigos importantes como shebang no começo de um script interpretado. Também pode interferir no código fonte de linguagens de programação que não o reconhecem.
Apesar do BOM também poder ser usado em UTF-32, tal codificação é raramente usada na transmissão de dados. Mas as mesmas regras de UTF-16 se aplicam. Para os conjuntos de caracteres UTF-16BE, UTF-16LE, UTF-32BE e UTF-32LE o BOM não pode ser usado, e um U+FEFF inicial deve ser interpretado como um espaço em branco de largura zero sem quebra de linha.
Se o caractere aparecer no meio de um fluxo de texto, também deve ser interpretado como espaço de largura zero sem quebra de linha, o que em termos práticos corresponde a um caractere nulo.
Alguns editores de texto em ambientes UTF-8 adicionam o BOM no começo dos arquivos de texto. Se a página está apresentada em Latin-1 (ISO-8859-1), três bytes aparecem: ï»¿.

## Representações
| Codificação | Representação (hexadecimal)                                  | Representação (decimal)                                       | Representação (ISO-8859-1)                             |
| ----------- | ------------------------------------------------------------ | ------------------------------------------------------------- | ------------------------------------------------------ |
| UTF-8       | EF BB BF                                                     | 239 187 191                                                   | ï»¿                                                    |
| UTF-16 (BE) | FE FF                                                        | 254 255                                                       | þÿ                                                     |
| UTF-16 (LE) | FF FE                                                        | 255 254                                                       | ÿþ                                                     |
| UTF-32 (BE) | 00 00 FE FF                                                  | 0 0 254 255                                                   | □□þÿ (□ é o caractere nulo em ASCII)                   |
| UTF-32 (LE) | FF FE 00 00                                                  | 255 254 0 0                                                   | ÿþ□□ (□ é o caractere nulo em ASCII)                   |
| UTF-7       | 2B 2F 76, e um dos seguintes bytes: [ 38 \| 39 \| 2B \| 2F ] | 43 47 118, e um dos seguintes bytes: [ 56 \| 57 \| 43 \| 47 ] | +/v, e um dos seguintes caracteres: 8 9 + /            |
| UTF-1       | F7 64 4C                                                     | 247 100 76                                                    | ÷dL                                                    |
| UTF-EBCDIC  | DD 73 66 73                                                  | 221 115 102 115                                               | Ýsfs                                                   |
| SCSU        | 0E FE FF                                                     | 14 254 255                                                    | □þÿ (□ é o caractere shift out em ASCII)               |
| BOCU-1      | FB EE 28 opcionalmente seguido de FF                         | 251 238 40 opcionalmente seguido de 255                       | ûî( opcionalmente seguido de ÿ                         |
| GB-18030    | 84 31 95 33                                                  | 132 49 149 51                                                 | □1■3 (□ e ■ são caracteres não mapeados em ISO-8859-1) |